# Albert-Schweitzer-Siedlung
Koordinaten: 50° 9′ N, 8° 40′ O
Die Albert-Schweitzer-Siedlung befindet sich im Frankfurter Stadtteil Dornbusch. Sie liegt nördlich der Hügelstraße und grenzt unmittelbar an den Stadtteil Eschersheim. Die Siedlung ist nach dem Friedensnobelpreisträger Albert Schweitzer benannt.

## Entstehung und Entwicklung
In den Jahren zwischen 1953 und 1956 wurde die Albert-Schweitzer-Siedlung von der Nassauischen Heim Siedlungsgesellschaft mbH, die heute als Nassauische Heimstätte Wohnungs- und Entwicklungs GmbH  firmiert und der Gemeinnützigen Wohnungsbau Aktiengesellschaft Rhein-Main heute Wohnbau Rhein-Main AG errichtet. Insgesamt wurden 1.500 Wohnungen gebaut, davon etwa 110 Einfamilienhäuser, die sich im Privatbesitz befinden. In den Mehrfamilienhäusern entstanden größtenteils Sozialwohnungen.

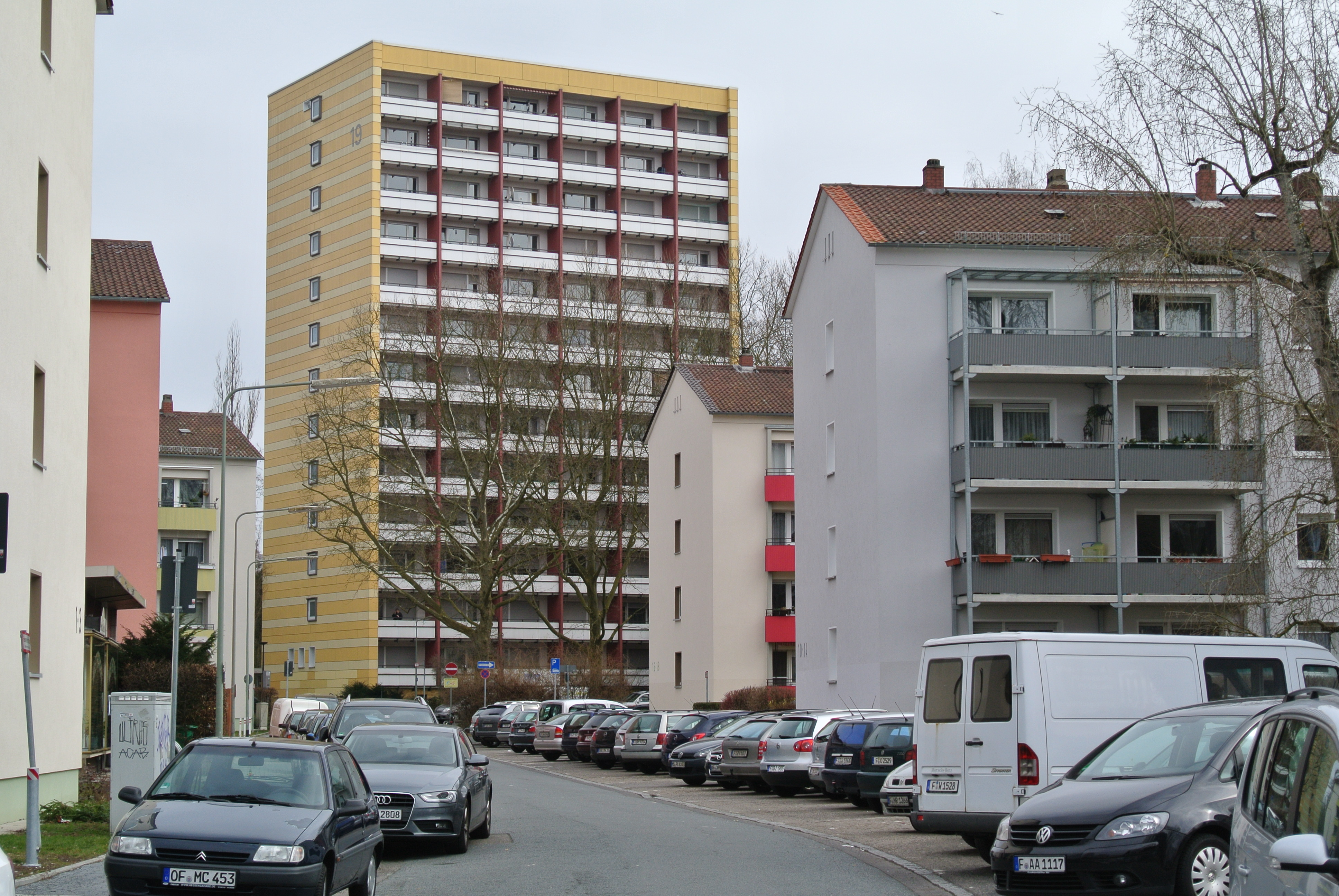
Albert-Schweitzer-Siedlung Wohnhochhaus

Der städtebauliche Entwurf folgte dem Leitbild der durchgrünten und aufgelockerten Stadt. Die fächerförmig angeordneten, leicht versetzten, viergeschossigen Zeilenbauten sind von großzügigen Grünflächen umgeben. Sie bilden den Rand der Siedlung und deren Grünflächen den Übergang zu den angrenzenden Freiflächen. Die zweigeschossigen Einfamilien-Reihenhäuser liegen im Innern der Siedlung und vermitteln zur bestehenden älteren Bebauung mit Doppelhäusern. Ein Hochhaus mit dreizehn Geschossen wurde als städtebaulicher Akzent am östlichen Rand der Siedlung errichtet.
Einige Wohngebäude wurden zwischenzeitlich von der Deutschen Annington Vermögensgesellschaft mbH erworben.

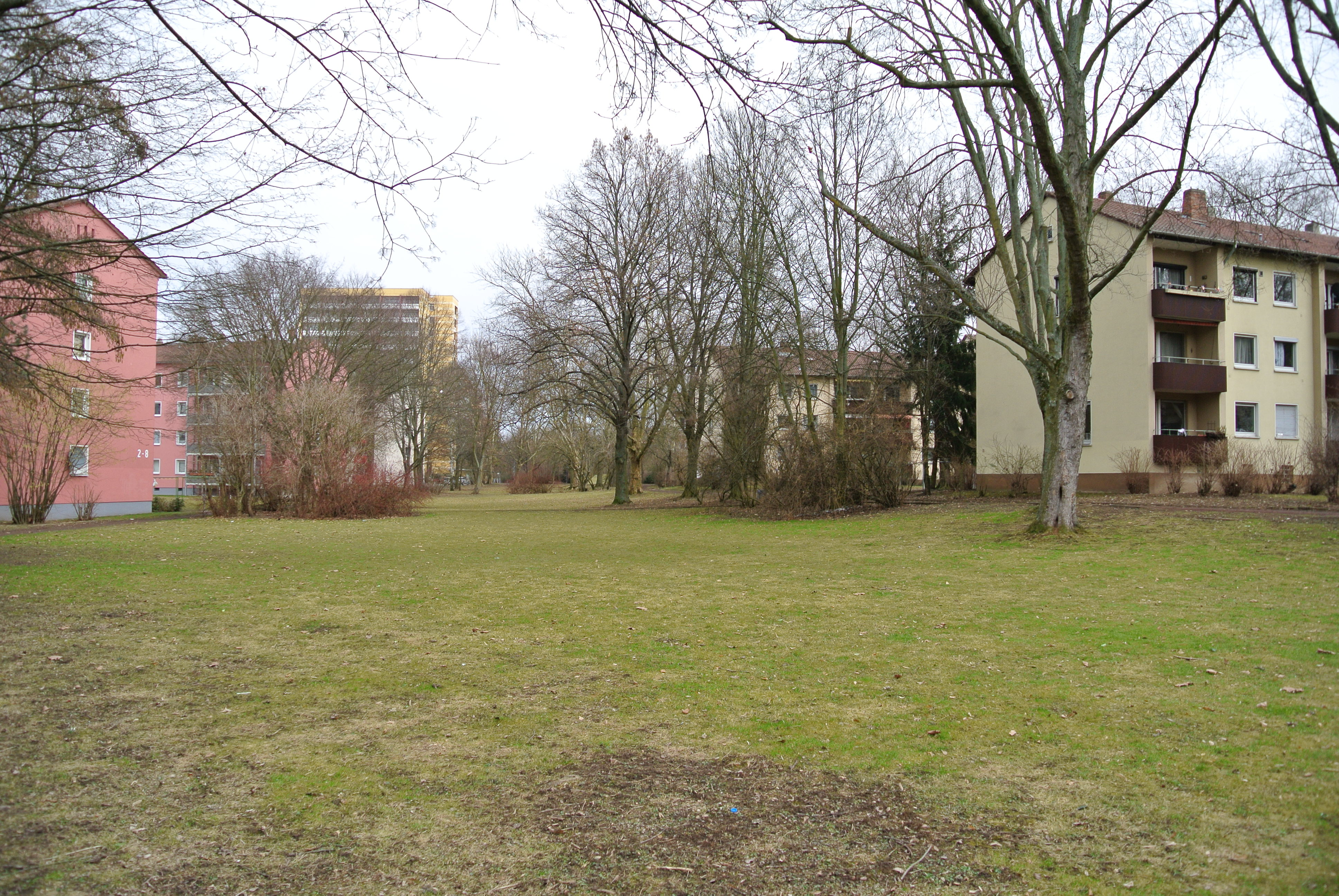
Grünzug Albert-Schweitzer-Siedlung

## Erschließung und Infrastruktur
Die Siedlung ist über die Ziegenhainer Straße, die Waldecker Straße und die Wolfhagener Straße erschlossen und an die Kirchhainer Straße und die Reinhardstraße angebunden. Von den Straßen führen zu den Häusern ausschließlich Wohnwege. Stellplätze für Autos befinden sich am Straßenrand und in Garagenhöfen.
Ein in Ost-West-Richtung verlaufender Grünzug gliedert die Siedlung in einen nördlichen und einen südlichen Bereich. Die Grünfläche endet im Westen am evangelischen Gemeindezentrum. Dort befinden sich die 1959 geweihte Andreaskirche, ein Kindergarten und ein Jugendhaus. Die Gebäude orientieren sich zur Kirchhainer Straße. Der Grünzug mündet im Osten in die Elisabeth-Schwarzhaupt-Anlage, einem in nordsüdlicher Richtung verlaufenden weiteren Grünzug. Ein Wall entlang der Zubringerstraße zur Autobahn 661 schützt Grünanlage und Siedlung vor Verkehrslärm.
Einkaufsmöglichkeiten sind nicht vorhanden, außer einem Kiosk. Über eine Busanbindung erreicht man in wenigen Minuten die U-Bahn-Station Hügelstraße oder in anderer Richtung das Stadtteilzentrum am Weißen Stein jeweils mit Geschäften.